# Band In A Box
Band In A Box er en kortfilm fra 1995 instrueret af Jens Mønsted efter eget manuskript.

## Handling
En film lavet med metronom. Et musikstykke spilles af fem forskellige personer, fem forskellige steder i byen, klip og rytme bestemmes af en metronom.